# Leadbeater Chambers
Leadbeater Chambers is een relatief groot en naar Indische maatstaven vrij luxueus pension op het domein der Internationale Theosofische Vereniging, te Adyar, India.
Het wordt vooral gebruikt als logement voor de internationale gasten tijdens de jaarlijkse internationale conventie, die gehouden wordt eind december.
De Leadbeater Chambers was het eerste gebouw op het Indiaas subcontinent dat gemaakt werd in gewapend beton.
In 2019-2020 werd het gebouw volledig gerenoveerd en aangepast aan de noden van deze tijd. Onder meer de veel te grote kamers werden verdeeld in twee kleinere kamers.